# Margareta Keszeg
Margareta Keszeg (31 agosto 1965) è un'ex mezzofondista rumena.

## Palmarès

### Mondiali indoor
- 3 medaglie:
  - 2 argenti (Siviglia 1991 nei 3000 m piani; Toronto 1993 nei 3000 m piani)
  - 1 bronzo (Budapest 1989 nei 3000 m piani)

### Europei indoor
- 3 medaglie:
  - 1 oro (Genova 1992 nei 3000 m piani)
  - 2 argenti (Glasgow 1990 nei 3000 m piani; Parigi 1994 nei 3000 m piani)